# Семаго, Леонид Леонидович
Леонид Леонидович Семаго (1928—2008) — писатель-натуралист, педагог.

## Биография
Родился 8 августа 1928 года в Скопине (ныне Рязанская область). Мать, Надежда Григорьевна, была учительницей, отец, Леонид Иванович, — счётный работник. В 1930 году семья переехала в Воронеж, ставший настоящей родиной для Леонида, где он прожил всю свою жизнь. В семье было трое детей. Когда младшему из них, Леониду, исполнилось 3 года, а старшему 7 лет, — отец умер. Троих детей мать поднимала одна.
В 1946 году Леонид поступил в ЛГУ имени А. А. Жданова на геологоразведочный факультет, однако крайняя нужда и голод не позволили продолжать учёбу, и Леонид решил вернуться домой, в Воронеж. Однако, оказалось, что мест на геологоразведочном факультете Воронежского госуниверситета нет, а есть только на биологическом, куда и пришлось подавать документы. Несмотря на то, что выбор профессии был почти случайным, биология оказалась призванием на всю жизнь.
Окончил биолого-почвенный факультет ВГУ (1951), там же аспирантуру. Работал на противочумной станции (Челкар, Актюбинская область, Казахская ССР, 1951—1954). Ассистент ВГПИ (1956—1960), доцент кафедры зоологии позвоночных ВГУ имени Ленинского комсомола (1960—1988). Автор около 150 научных работ (в том числе монографии «Птицы юго-востока Чернозёмного центра» (совместно с И. И. Барабаш-Никифоровым, 1963), а также многочисленных научно-популярных книг: «Очерки живой природы» (1972, 1974), «Сто свиданий с природой» (1975, 1976), «Аристократы неба» (1981), «Зеленая книга леса» (1983), «На речных берегах» (1985), «Перо ковыля» (1986), «Черная щука» (1988) «Гнездо над крыльцом» (1989), «Золотая флейта» (1990), «Птицы России» (1992), «Птицы» (1994), «Бежал по снегу ёж» (2004). Постоянно выступал в прессе с материалами экологического характера. В 1996—2001 вел цикл передач на Воронежском телевидении «Этот мир придуман не нами». В 1993—2006 вел занятия в организованном им школьном лесничестве села Новая Криуша Калачеевского района Воронежской области. В школьный музей села Новая Криуша передана часть личных вещей Л. Л. Семаго.

Мемориальная доска в Воронеже

Всю жизнь Леонид Леонидович вёл дневники наблюдений, после его смерти их осталось 284.
Член СП СССР (1988), почетный член Союза охраны птиц России (1997), лауреат премии ЮВЖД имени А. П. Платонова (2001). Почетный гражданин Воронежа (2004).
Умер 24 июля 2008 года. Похоронен в Воронеже на Лесном кладбище в семейном некрополе.